# Grünes Acouchi
Das Grüne Acouchi oder Zwergaguti (Myoprocta pratti) ist eine Art aus der Gattung der Acouchis (Myoprocta).
Der Artzusatz im wissenschaftlichen Namen ehrt den englischen Naturforscher Antwerp Edgar Pratt.

## Beschreibung
Das Grüne Acouchi wird bis zu 38 Zentimeter lang und bis zwischen 800 und 1300 Gramm schwer. Die Weibchen bleiben meist kleiner und leichter als die Männchen. Das Fell ist grünlich-braun gefärbt. Die Körperunterseite ist deutlich heller gefärbt als der Rücken. Der Kopf ist gelblich bis rötlich gefärbt. Die Rückenhaare können bis zu zehn Zentimeter lang werden. Zur Abschreckung von Feinden ist es in der Lage das Fell aufzuplustern. Die Ohren sind relativ klein. Die Beine sind kräftig und enden in hufartigen Krallen. Es kann mit den Krallen gut laufen allerdings nicht graben. Die meist einzelgängerischen Tiere sind tag- und dämmerungsaktiv. Die sehr scheuen Tiere flüchten bereits bei der geringsten Gefahr. Aufgrund der fehlenden Fähigkeit zu graben übernehmen sie Bauten von Gürteltieren oder anderen Tieren ähnlicher Größe. Es kommt auch vor das sie in hohlen Baumstämmen wohnen. Ihr Revier umfasst rund zehn Quadratkilometer.

## Verbreitung und Lebensraum

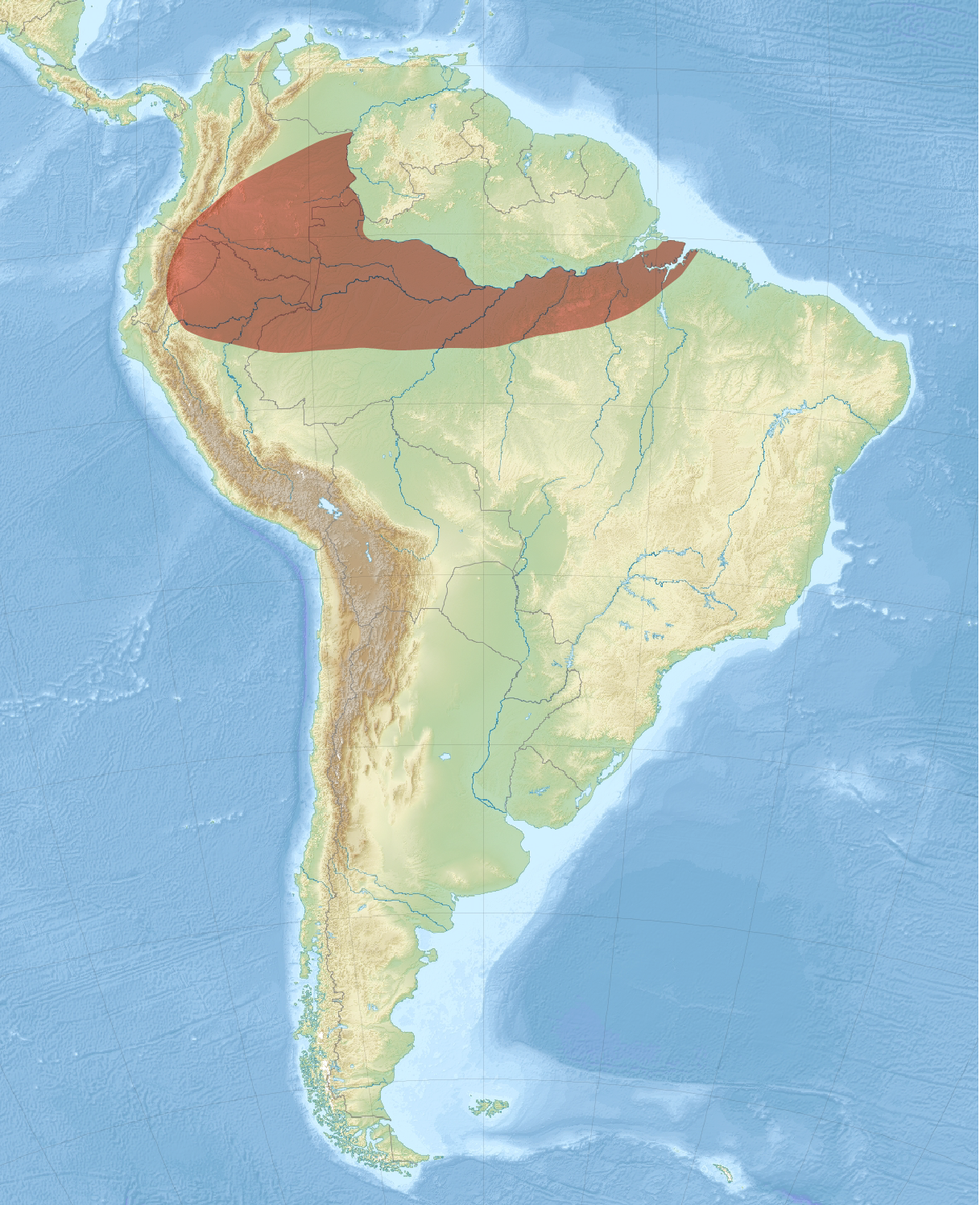
Verbreitungsgebiet des Grünen Acouchis

Das Grüne Acouchi ist im nördlichen Südamerika östlich der Anden, im Süden von Kolumbien, im Osten von Peru sowie im Amazonasbecken anzutreffen. Es lebt vorwiegend in tropischen Regenwäldern oder feuchten Savannen und bevorzugt die Nähe zu Wasser.

## Nahrung
Das Grüne Acouchi ernährt sich von Fruchtfleisch, Blättern, Knospen und jungen Trieben. Zur Nahrungsgewinnung benutzt es seine Vorderfüße. Wenn genügend Nahrung vorhanden ist, legt es auch Vorräte an.

## Paarung
Das Grüne Acouchi wird mit etwa einem Jahr geschlechtsreif. Die Paarungszeit erstreckt sich über das ganze Jahr. Wenn ein Weibchen paarungsbereit ist, reckt es seinen Schwanz in die Höhe und beugt seinen Rücken durch. Die Tragzeit umfasst 95 bis 100 Tage. Der Wurf umfasst zwei bis vier Jungtiere. Schon kurze Zeit nach der Geburt folgen die Jungtiere der Mutter. Diese trägt die Jungtiere meist auf den Rücken herum, die dabei in eine Tragestarre fallen. Die Jungtiere werden durchschnittlich fünf Monate lang gesäugt. Nach acht bis zehn Monaten verlassen sie die Mutter. Grüne Acouchis können bis zu zehn Jahre alt werden.

## Gefährdung
Das Grüne Acouchi wird in der Roten Liste der IUCN als „nicht gefährdet“ geführt.